# Шабатай Цви
Шабатай Цви (на иврит: שַׁבְּתַי צְבִי) е кабалист, един от най-известните еврейски религиозни водачи, лидер на масово движение през XVII век, обхванало много еврейски общества и получило неговото име (сабатианство), еретично направление на юдаизма. Движението му почти напълно изчезва, когато той неочаквано приема исляма.
Произхожда от евреите романьоти. На 22-годишна възраст се обявява за очаквания юдейски месия. Вярва, че ще прочисти света от злините, ще заведе всички евреи в свещения Йерусалим и там ще построи наново Храма. Разделя евреите на 2 групи. Има множество последователи на 3 континента; само в Османската империя повежда след себе си около 1 милион души.
Изправен пред съд, приема исляма. По-голямата част от последователите му го изоставя, но малка група го последва и също приема исляма. Това е група от хора, външно приемани за мюсюлмани или християни, но всъщност тайно изповядващи своята вяра в Шабатай. Известни са като шабатаисти.
Последователите на Шабатай се обръщат към него с Амира (AMIRAH), еврейски акроним за фразата „Нашият Господ и Крал, Негово Величество да бъде възвишен“ (Adoneinu Malkeinu Yarum Hodo).